# Condor (Walibi Holland)
Pour les articles homonymes, voir Condor et El Condor (homonymie).
El Condor  sont des montagnes russes inversées du parc Walibi Holland, situé à Dronten, aux Pays-Bas. Construites en 1994, ce sont les premières du modèle Suspended Looping Coaster de Vekoma et les premières des deux prototypes. Ce sont aussi les deuxièmes montagnes russes inversées d'Europe après Nemesis, ouvertes deux mois plus tôt.

## Parcours
Il y a cinq inversions avec ces éléments : un sea serpent roll, un immelmann et un double inline twist.

## Trains
El Condor a deux trains de huit wagons. Les passagers sont placés à deux sur un seul rang pour un total de 16 passagers par train. Ce sont les premiers trains au monde avec des rangs de deux places sur des montagnes russes inversées, et non quatre.

## Galerie
- Vidéo d’El Condor.

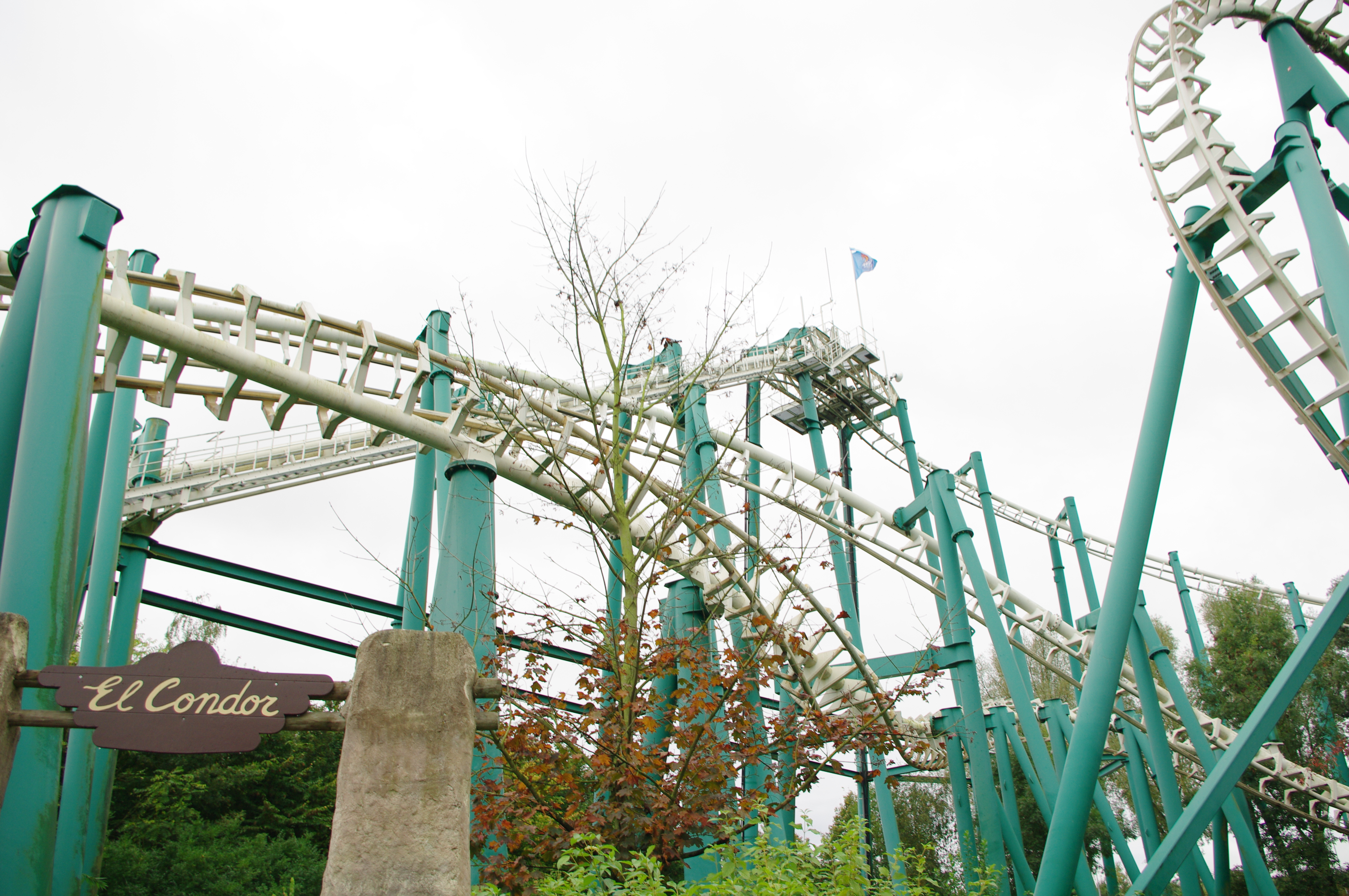
Entrée de l'attraction.
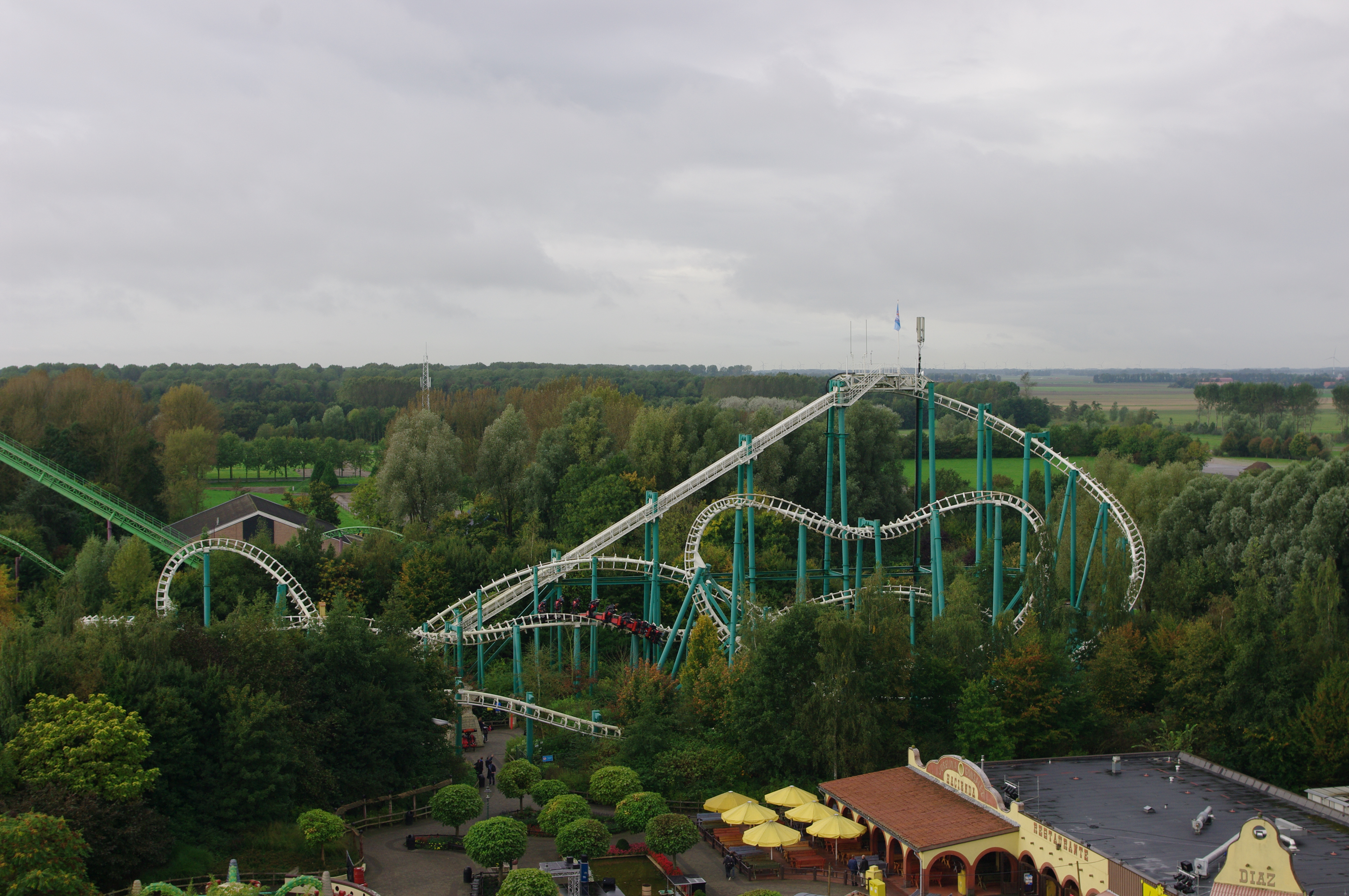
El Condor vu depuis la grande roue en octobre 2010.